# 캐슬린 챌펀트

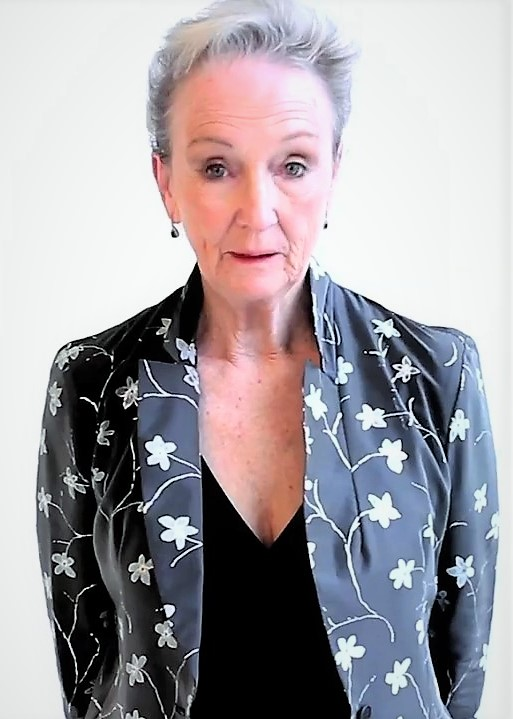

캐슬린 챌펀트(Kathleen Chalfant, 1945년 1월 14일 ~ )는 미국의 배우이다.
샌프란시스코에서 태어났다.

## 영화
- 올드 (2021년)
- 클래스 랭크 (2017년)
- 조지아 오키프 (2009년)
- 더블 스파이 (2009년)
- 세컨드 게싱 그랜마 (2008년)
- 퍼스트 본 (2007년)
- 퍼펙트 스트레인저 (2007년) - 엘리자베스 클레이턴 역
- 연인, 타인 (2006년)
- 라카와나 블루스 (2005년)
- 2B퍼펙트리어니스트 (2004년)
- 킨제이 보고서 (2004년)
- 라라미 프로젝트 (2002년)
- 가디언 (2001년)
- Law & Order : 성범죄전담반 1 (1999년)
- 센트리 스톰 (1999년)
- 디스코의 마지막 날 (1998년) - 제니아 역
- 루비보다 값진 것 (1998년)
- 살인 그리고 살인 (1996년) - 밀드레드 역
- 쥬니어 (1994년)
- 점핑 앳 더 본야드 (1992년)
- 밥 로버츠 (1992년)
- 아웃 오브 더 레인 (1991년)
- 법과 질서 (1990년)
- 공포의 3일밤 (1990년)
- 미스 파이어크랙커 (1989년)
- 5번가의 비명 (1987년)